# Wenckheim-palota
A Wenckheim-palota műemlék épület Budapest VIII. kerületében, a belső józsefvárosi Palotanegyed, a Szabó Ervin téren. Ma a Fővárosi Szabó Ervin Könyvtár (rövidítve: FSZEK) Központi Könyvtárának épülete.

## Története
A palotát Wenckheim Frigyes gróf építtette, mégpedig a család alkalmankénti pesti tartózkodásainak idejére és reprezentációs helyszínként bálokhoz, társasági rendezvényekhez. 1927-ben, a gróf halála után az örökösök a fővárosnak adták el az épületet. A négy évig tartó átalakítást követően 1931-ben nyitotta meg ismét kapuit a nyilvánosság számára mint Fővárosi Könyvtár. A Fővárosi Közgyűlés a kilencvenes évek közepén jelentős bővítésről döntött. Hegedűs Péter építész tervei alapján az átalakítás 1998-ban kezdődött. A rekonstrukció mellett egyúttal a Reviczky utcai Berczik-palotával és a Baross utcai új szárnnyal bővült. 2001. szeptember 12-én adták át a látogatóknak a Fővárosi Szabó Ervin Könyvtár felújított központi könyvtárát.

## Építészete

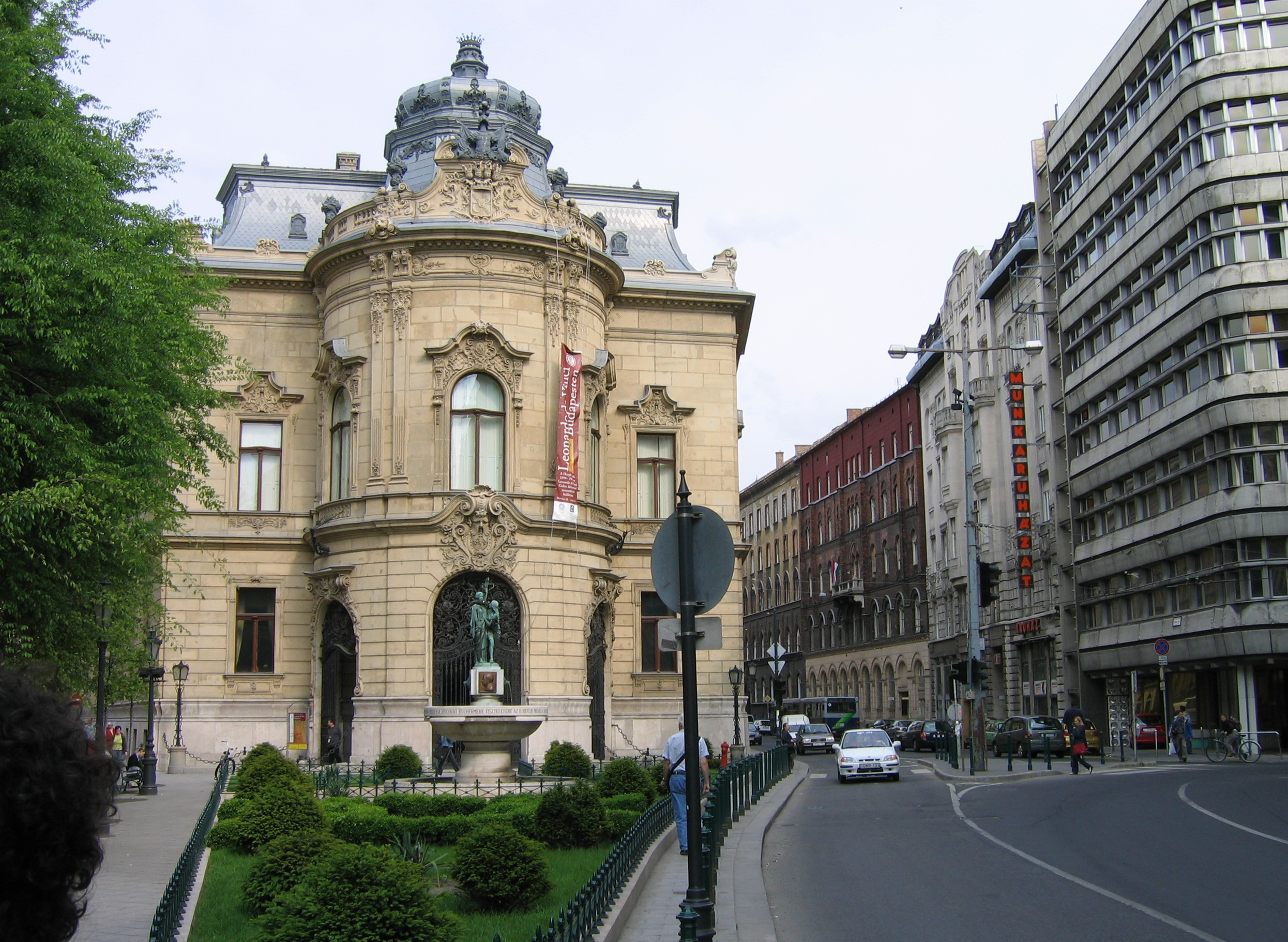
A palota díszes főkapuja és az előtte álló Justitia-díszkút a Szabó Ervin téren

A palota neobarokk stílusban épült, neoreneszánsz elemekkel tarkítva. Megjelenik benne a rokokó és a biedermeier. Külsejében a drezdai barokk (Erős Ágost idején uralkodó művészeti stílus), belsejében pedig a XV. Lajos-féle stílusirányzat a jellemző. Építtetője, gróf Wenckheim Frigyes a szászországi Meinig Artúrt kérte fel a palota tervezésére. A palota 1886 és 1889 között épült. Rácsait, kapuit és kandelábereit a kovácsoltvas-művesség jeles pesti képviselője, Jungfer Gyula készítette. A mai díszbejárat kovácsoltvas kapui 1897-ben készültek el.